# Diana Department Store
Diana Department Store (in het Thais: ไดอาน่า ดีพาร์ทเมนท์สโตร์) is een warenhuisketen in Zuid-Thailand. Het is een naamloze vennootschap en had het tickersymbool CGD toen het werd verhandeld op de Effectenbeurs van Thailand.

## Geschiedenis
Diana Department Store werd opgericht in 1984 in Pattani. Het was het eerste warenhuis in de provincie Songkhla.
Het bedrijf heeft drie warenhuizen, één in Pattani en twee in Hat Yai in de provincie Songkhla. Daarnaast heeft het bedrijf een keten van Di-Mart-supermarkten in Songkhla en Pattani. Begin 2025 waren er zes filialen.
In 2006 werd Diana Department Store van de Thaise effectenbeurs gehaald en verkocht aan DragonOne. 